# Indická klasická hudba
Indická hudba se (podobně jako např. hudba evropská) dělí na hudbu lidovou (která je založena na ústní tradici) a hudbu klasickou (neboli artificiální), podpořenou rozsáhlou a propracovanou hudební teorií, jež se vyvíjela po staletí. Indická hudební teorie má kořeny už v prastarých védských spisech (cca 1000–2000 let př. n. l.). Nejstarší z nich se nazývá Natyašástra (autorství je připisováno mudrci Bharatovi, vznik tohoto spisu je velmi nepřesně datován mezi 3. stol. př. n. l. a 5. stol. n. l.) – pojednává především o umění dramatickém, ale týká se také hudby. Vše nasvědčuje tomu, že už na počátku našeho letopočtu se na indickém subkontinentu používaly různé stupnice, s termínem rága se však setkáváme až někdy mezi 6.–9. století (údajně byl tento termín poprvé použit autorem Matanga v díle Brihaddeshi). Performativní umění v Indii (hudba, tanec, drama) jsou založena na propracovaném systému nava rasa, devíti „citů“, či emocionálních stavů (do určité míry se tento systém vztahuje i jiná umělecká odvětví – poezii, malířství či sochařství).  Jsou to: láska (shringárá), soucit (karuná), hrdinství (vírá), odpor (bíbhatsá), hněv (raudrá), veselost (hásyá), údiv (adbhútá), strach (bhayánaká) a klid mysli (shánti). Další cenný spis Sangíta Ratnákara pochází pravděpodobně ze 13. století a jeho autorem je mudrc Šárangdéva. Uvádí se zde mimo jiné i existence 264 rág a je zde i seznam 120 rytmických cyklů deśi-tála.
Vlivem muslimských invazí (od 10. stol.) se z původně celkem jednotné hudební kultury vydělují dva základní hudební projevy, které se v teorii i praxi výrazně odlišují: hudba jihoindická (karnatická), bližší původní védské tradici, a hudba severoindická (hindustánská), ovlivněná kulturou muslimských panovníků. V období Mughalské dynastie (od 16. stol.) zde došlo k přetavení starých indických tradic s arabskými a perskými podněty. Významnou roli zde sehrál mughalský panovník Akbar Veliký (1542–1605), na jehož dvoře došlo k nebývalému rozkvětu hudebního umění. Hudba jihoindická si naopak po celou dobu zachovává svůj původní, hinduistický ráz. Obě větve vycházejí ze společného základu, systému rága – tála, kde rága je složka melodická a tála složka rytmická. Na rozdíl od hudby západní zde není přítomna složka harmonická (ve smyslu vertikálních souzvukových vztahů), indická hudba je výhradně modální – podobně jako stará evropská hudba (až do období raného středověkého vícehlasu). O to více propracovaný je systém melodický a rytmický. Rága není jen modus (jak se mnozí domnívají), ale souhrn sofistikovaných pravidel pro práci s melodickou linkou (vzestupná a sestupná tónová řada, citlivé tóny, charakteristické ozdoby, precizní systém ladění ve smyslu přirozených intervalů atd.). Správně provedená rága má v posluchači i interpretovi navodit určitou náladu, stav mysli (rása). V indické tradici existuje několik stovek rág. Termínem rága se však též označuje hudební forma severoindické klasické hudby, která může být jak vokální tak i instrumentální. Tuto formu provedení rágy můžeme vzdáleně přirovnat k jazzu – rága má vždy pevně danou část, jakési „téma“ (gat), a pak části improvizované, kde se však interpreti musí držet velmi přísných pravidel pro melodické postupy dané rágy a rytmické struktury a cykly (tála).
Indická klasická hudba je také daleko méně vázána na hinduistické náboženství, než se všeobecně předpokládá. Ve světě je naprosto běžné, že ji studují a koncertně provozují západní umělci. I v samotné Indii hrají často stejné rágy hinduisté, muslimové a někdy dokonce též indičtí křesťané. To se však týká především hudby severoindické.              